# Cosme Lotti

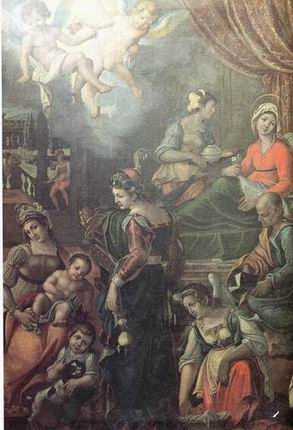
El nacimiento de María, de Cosme Lotti.

Cosme o Cosimo Lotti (Florencia, c. 1570/1580-Madrid, 24 de diciembre de 1643), ingeniero, pintor y escenógrafo florentino establecido en Madrid desde 1626 y hasta su muerte.
Fue primero discípulo de Giulio Parigi, que lo había sido de Bernardo Buontalenti, renovador de la escena teatral, con quien podría haber colaborado en los Jardines de Boboli y en el diseño de las fuentes ornamentales de otros jardines; entre sus pinturas de esta época se incluye El nacimiento de María para la iglesia de San Giorgio a Castelnuovo, en Prato. Llegó a España reclamado por el Conde-Duque de Olivares en 1626 en calidad de jardinero y «fontanero» o ingeniero hidráulico para renovar las fuentes de los Reales Sitios, aunque en la Corte de Felipe IV tendría luego principalmente la función de escenógrafo y director de las representaciones dramáticas palaciegas, gracias a su profundo conocimiento del teatro italiano de la época. Entre sus trabajos más reseñados se encuentra su montaje de La selva sin amor de Lope de Vega, considerada la primera ópera española, en el salón de comedias del Alcázar de Madrid. En su presentación, en 1629, el propio Lope, hubo de reconocer los deslumbrantes efectos tramoyísticos de Lotti, que llegaban a eclipsar el texto:

El baxar los Dioses, y las demás transformaciones requería más discurso que la égloga, que aunque era el alma, la hermosura de aquel cuerpo hazía, que los oydos se rindiessen a los ojos.

Muy célebre fue también la espectacular escenificación que llevó a cabo para El mayor encanto, Amor, de Pedro Calderón de la Barca, en 1635. Se trataba de la primera obra mitológica del autor, con el cual tuvo Lotti un curioso enfrentamiento a cuenta de la Memoria de apariencias. El espectáculo se había concebido para usar el mayor número posible de tramoyas, relegando el texto a un segundo plano en el que los diálogos servían como mera apoyatura narrativa; de hecho, a Calderón se le había proporcionado una planilla para que rellenase con versos la propuesta escenográfica de Lotti. La respuesta de Calderón trasluce su enfado por la intromisión:
Yo he visto una memoria que Cosme Lotti hizo del teatro y apariencias que ofrece hacer a Su Majestad en la fiesta de la noche de San Juan; y aunque está trazada con mucho ingenio, la traza de ella no es representable por mirar más a la invención de las tramoyas que al gusto de la representación. Y habiendo yo, Señor, de escribir esta comedia, no es posible guardar el orden que en ella se me da.
Lotti diseñó asimismo, para el nuevo Palacio del Buen Retiro, el llamado Coliseo, el primer espacio teatral permanente acomodado para los grandes montajes en perspectiva del teatro de Calderón y sus discípulos. Construido por Alonso Carbonel entre 1638 y 1640, fue estrenado el 4 de febrero de 1640 con Los bandos de Verona de Francisco Rojas Zorrilla. 
Murió en Madrid el 24 de diciembre de 1643, siendo sustituido por Francisco Rizi como escenógrafo y desde 1651 por Baccio del Bianco su sustituto en la Corte española.